# Teatro di Akrai
Il Teatro di Akrai è un teatro greco siciliano, sito in provincia di Siracusa nel comune di Palazzolo Acreide (l'antica Akrai).

## Storia
È sovente attribuito a Gerone II, ma la sua datazione oscilla tra III secolo a.C. e II secolo a.C..
Il teatro subì delle modifiche durante l'epoca romana: venne edificata una scena più avanzata, venne ridotto lo spazio già angusto dedicato all'orchestra, si elevò la scena a circa m 1.20 e la si estese fino al muro di fondo dalla scena greca. In questo periodo venne ingentilito il chioschetto attiguo e si pavimentò l'orchestra con rivestimenti levigati anche in situ.
Sotto la dominazione bizantina l'edificio venne utilizzato come basamento per l'edificazione di una struttura per la lavorazione del grano; quindi fu seppellito dal terreno e dalla vegetazione dopo la distruzione della città da parte degli Arabi. Fu riscoperto dal barone Gabriele Iudica nel 1824.

## Architettura
Il teatro, diversamente da quello di Siracusa, non è stato scavato nella roccia per asportazione ma è stato invece adagiato su un preesistente pendio naturale, posto a sud del teatro. La cavea è composta da nove settori, divisi da otto scalinate: Gabriele Iudica ipotizzò la presenza di sole dodici file di sedili, ma non si può escludere fossero di più nella parte centrale. I sedili laterali sono addossati ai muri; ogni gradino è alto 27 centimetri e largo 74 cm.
Al centro si sviluppa l'orchestra, contraddistinta dalla caratteristica forma semi-circolare: quest'ultima consente una maggior vicinanza della scena al pubblico. Il basamento del proscenio era costituito da grossi blocchi di pietra, che avevano lo scopo di sostenere gli elementi superiori del loggiato composto probabilmente da otto colonne o da otto pilastri. La scena, non molto ampia e realizzata in legno, aveva una profondità di tre metri ed era chiusa da un muro.
Data questa descrizione, ci si accorge di come il complesso apparisse asimmetrico e di piccole dimensioni: questo era dovuto allo svilupparsi dell'edificio in un tessuto urbano già saturo.
Il teatro è direttamente collegato tramite una galleria all'agorà della città e al bouleuterion: non si conoscono le motivazioni che spinsero a una simile scelta.

## Rappresentazioni moderne

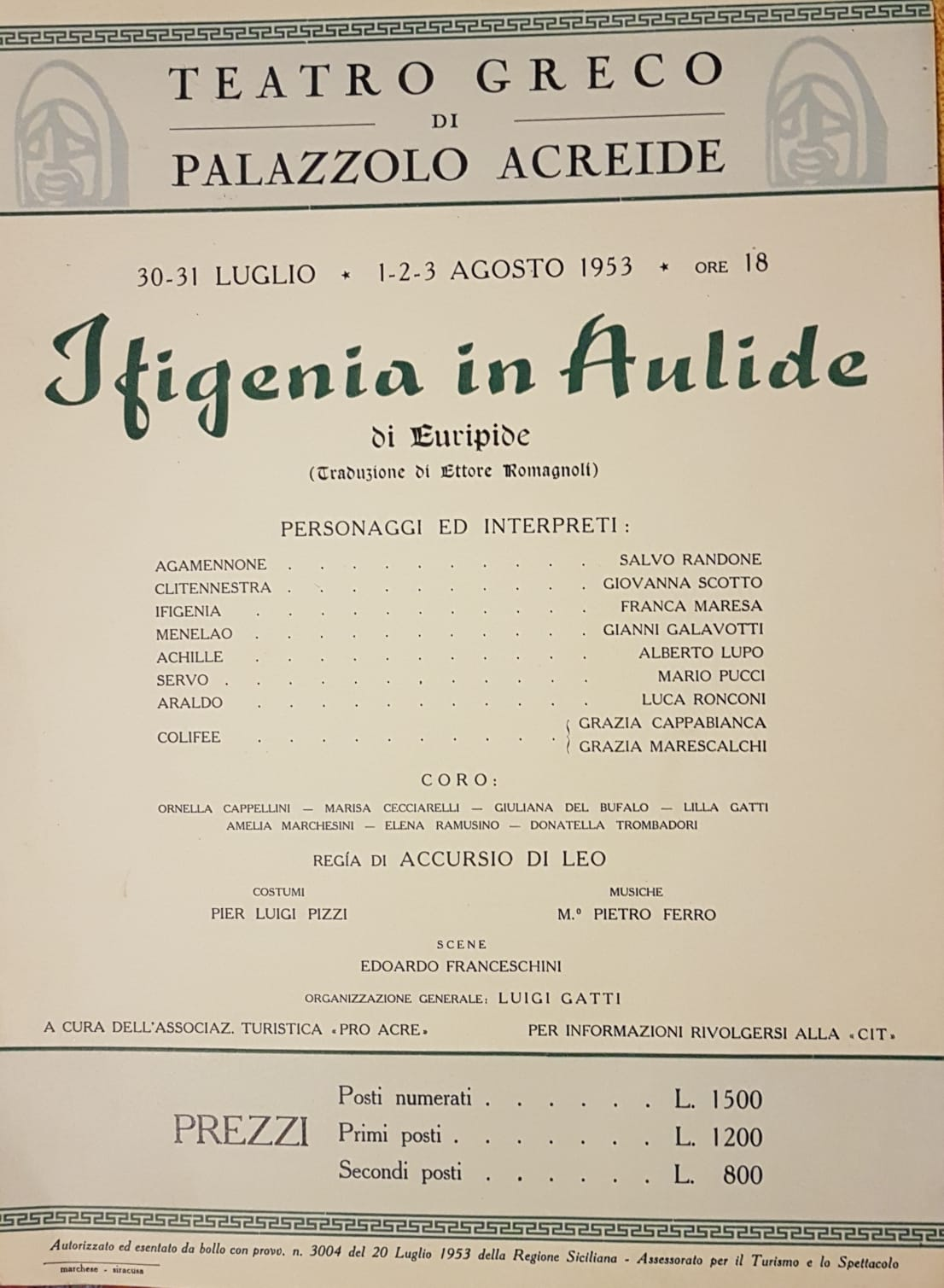
Locandina dellIfigenia in Aulide, rappresentata nel teatro di Akrai nel 1953 con la regia di Accursio Di Leo. Nel coro una giovane Marisa Ceciarelli, alias Monica Vitti.

Il teatro è dal 1991 sede delle rappresentazioni Festival Internazionale del Teatro Classico dei Giovani organizzato dall'Istituto nazionale del dramma antico.